# 伊澤 (伊朗)

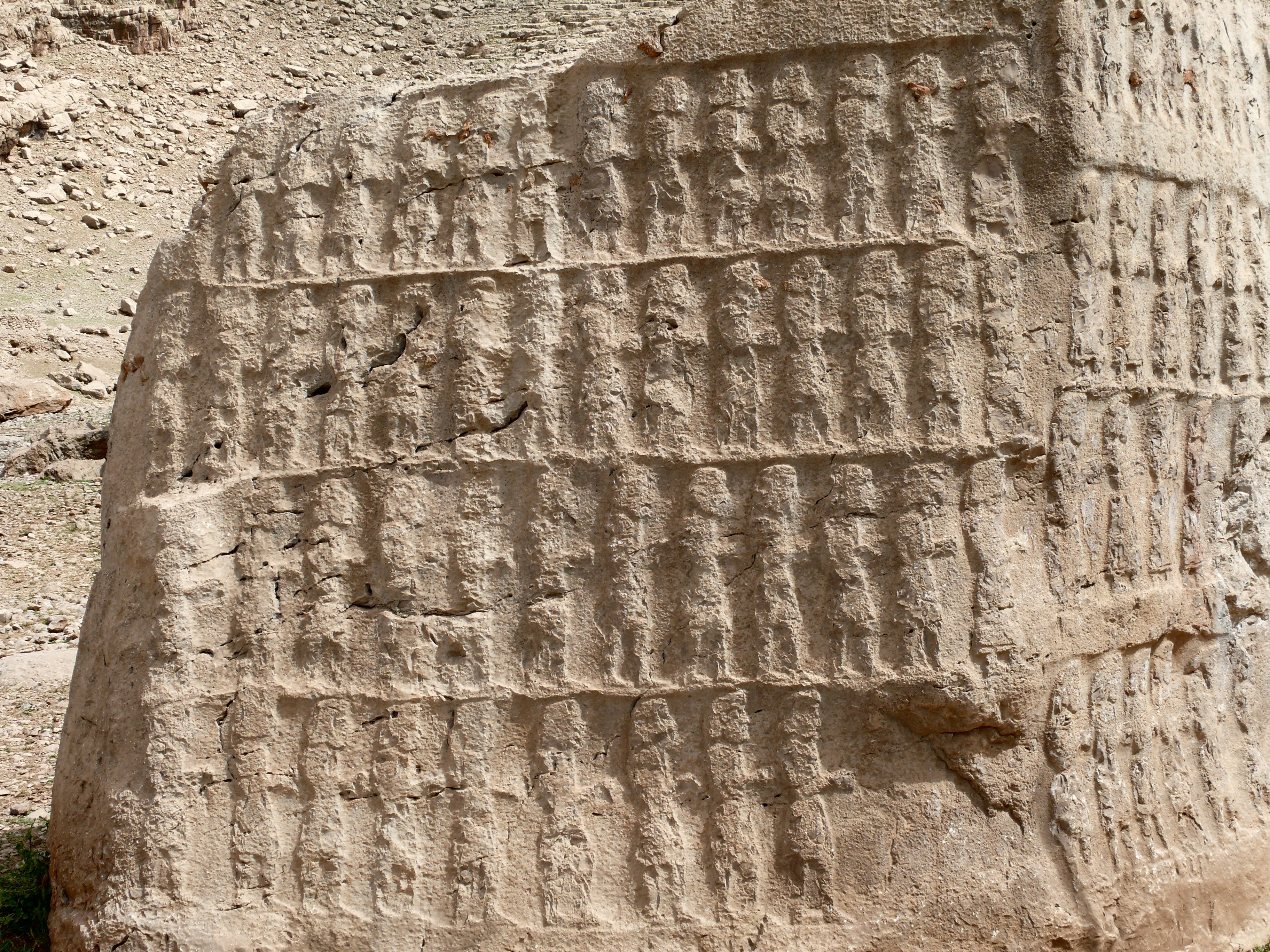

伊澤（波斯語：‎）是伊朗的城市，位於該國西南部，由胡齊斯坦省負責管轄，距離伊斯法罕190公里，海拔高度824米，每年平均降雨量694毫米，2012年人口119,868。

## 外部連結
- IḎEH （页面存档备份，存于）, Encyclopædia Iranica
- Izeh Photo Gallery from the Khuzestan Governorship
- Ayapir at fravahr.org